# Radmila Savić
Radmila "Rada" Savić (Belgrado, 18 de junho de 1961) é uma ex-handebolista profissional iugoslava, medalhista olímpica.
Radmila Savić fez parte da geração medalha de prata em Moscou 1980, com 2 partidas.